# Committee of Imperial Defence
Das Committee of Imperial Defence (CID; dt. etwa „Ausschuss für imperiale Verteidigung“) war ein bedeutendes Gremium der britischen Regierung von 1904 bis 1939. Besetzt mit Spitzenpolitikern und -militärs, war es die Schaltzentrale der strategischen Verteidigungspolitik des Britischen Weltreichs in der Periode vom Ende des Zweiten Burenkriegs bis zum Beginn des Zweiten Weltkriegs.

## Entstehung
Die Ursprünge des Committee of Imperial Defence können auf die 1890er Jahre datiert werden. 1890 hatte die Hartington-Kommission (nach Spencer Cavendish, Marquess of Hartington) die Bildung eines Naval and Military Council vorgeschlagen, das unter dem Vorsitz des Premierministers die zuständigen Minister der Admiralität und des War Office und deren hauptsächliche militärische Berater umfassen sollte. Bereits zuvor, während der Balkankrise der späten 1870er Jahre, hatte es ein ad hoc gebildetes Colonial Defence Committee gegeben, das jedoch bald wieder abgeschafft worden war. Sitzungen eines Joint Naval and Military Committee on Defence fanden ab 1891 statt.
1895, unter dem Eindruck der Französisch-Russischen Allianz, schuf das britische Kabinett Salisbury ein eigenes ständiges Defence Committee unter Spencer Cavendish, nunmehr Lord Devonshire, das als Vorläufer des Committee of Imperial Defence gilt. Dieses umfasste jedoch weder den Premierminister noch Vertreter von Foreign Office und Colonial Office und hatte keine klar definierten Aufgaben. Erst unter Salisburys Nachfolger Arthur Balfour, Premierminister ab 1902, wurde unter dem Eindruck des soeben beendeten Burenkrieges das Verteidigungskomitee neu konstituiert. Die Idee hierfür stammte von Hugh Oakeley Arnold-Forster, der 1903 das Amt des Kriegsministers übernahm und dem ursprünglich ein Pendant zum deutschen Großen Generalstab vorgeschwebt hatte.
Die erste Sitzung des umbenannten Joint Committee fand am 18. Dezember 1902 im Büro des Privy Council statt und wurde noch von den militärischen Chefs der Teilstreitkräfte dominiert. Hinter den Kulissen sorgte der Einfluss Lord Eshers auf König Eduard VII. dafür, dass die bisherige Position des Oberbefehlshabers der britischen Armee unter Beschuss geriet. Esher wollte diesen durch einen Army Council nach dem Vorbild der Admiralität ersetzen.
Zum Jahreswechsel 1903/04 stellte Esher den nach ihm benannten Bericht fertig, der die Reorganisation der militärischen Spitzengliederung vorsah. Der Premierminister sollte Vorsitzender und einziges permanentes Mitglied des Ausschusses für Reichsverteidigung werden, ihm sollte ein Sekretariat zur Seite gestellt werden. Die anderen Teilnehmer der Sitzungen (Minister und Militärs) sollten vom Premierminister je nach anstehenden Sachfragen bestimmt werden, ferner sollte es zu bestimmten Fragen Subkomitees geben, zu denen auch Vertreter der Dominions eingeladen werden konnten. Der Posten des Oberbefehlshabers der Armee wurde schon Anfang 1904 beim Ausscheiden von Lord Roberts durch einen Chef des Generalstabs ersetzt. Das War Office sollte ferner grundlegend reformiert werden. Am 4. Mai 1904 wurde das CID offiziell gegründet. Erster Generalstabschef des Heeres wurde Sir Neville Lyttelton, erster Sekretär des Committee of Imperial Defence Sir George Clarke. Die meisten der Empfehlungen Eshers wurden jedoch erst im Zuge der Haldane-Reformen (nach Richard Haldane, 1. Viscount Haldane, Kriegsminister von 1905 bis 1912) umgesetzt.

## Aufgaben und Subkomitees
Aufgabe des CID war die Planung der Koordination der Verteidigung des Britischen Empires. Dazu formulierte es Grundsätze der Verteidigungspolitik, machte Vorschläge an das Kabinett und einzelne Ministerien für die Behandlung spezifischer Probleme und bereitete detaillierte Pläne für die militärischen und zivilen Stellen für den Fall eines Krieges vor. Zur Behandlung einzelner Fragenkomplexe unterhielt es eine Reihe von Subkomitees.
Vor dem Ersten Weltkrieg hatte das CID vier permanente Subkomitees:
- Colonial Defence Committee, später Oversea Defence Committee
- Home Ports Defence Committee (ab 1909)
- Committee on the Co-ordination of Departmental Action on the Outbreak of War (ab 1911), und
- Air Committee (ab 1912)

Der wichtigste Sekretär des CID war Maurice Hankey, der das Amt 1912 übernahm und bis 1938 innehatte. Während des Krieges nahm das CID eine untergeordnete Rolle ein und wurde vom Kriegskabinett überdeckt (dessen Sekretär ebenfalls Hankey war). Das Komitee traf sich zweimal im Jahre 1920, danach erst wieder regelmäßig ab 1922.
Nach dem Ersten Weltkrieg kamen viele weitere Subkomitees hinzu, so unter anderem:
- Imperial Communications Committee (1920)
- Chiefs of Staff Committee (1923)
- Standing Inter-departmental Committee on National Service (1923)
- Oil Board (1925)

Das Chiefs of Staff Committee war das wichtigste dieser Komitees und hatte weitere Subkomitees:
- Joint Planning Committee (1927)
- Joint Intelligence Committee (1932)
- Deputy Chiefs of Staff Committee (1936)

In der Zwischenkriegszeit entwickelte das CID unter anderem die bis 1941 gültige Singapur-Strategie. Der 1936 geschaffene Posten des Minister for Co-ordination of Defence war mit dem stellvertretenden Vorsitz des CID verbunden. Mit dem Eintritt in den Zweiten Weltkrieg 1939 wurden die meisten der Komitees in die Kontrolle des Kriegskabinetts überführt, eine Neubelebung des CID nach dem Zweiten Weltkrieg gab es nicht mehr.

## Historical Section
Das CID unterhielt auch eine Historical Section, die unter anderem Werke über den Russisch-Japanischen Krieg und den Ersten Weltkrieg (History of the Great War) publizierte.